# Державне агентство України з інвестицій та інновацій
Державне агентство України з інвестицій та інновацій (Держінвестицій) — наразі ліквідований центральний орган виконавчої влади у сфері інноваційної діяльності.
Агентство було створене 30 грудня 2005 року та ліквідоване 12 травня 2011 року. Робота агентства спрямовувалась та координувалась Кабінетом Міністрів України через Міністра економіки України.

## Основні завдання
- участь у формуванні та забезпеченні реалізації державної політики у сфері інвестицій та інноваційного розвитку,
- створення національної інноваційної системи для забезпечення проведення ефективної державної інноваційної політики,
- координація роботи центральних органів виконавчої влади у сфері інвестиційної та інноваційної діяльності.

## Сфера управління
До сфери управління Держінвестицій входять:
- Державна інноваційна фінансово-кредитна установа,
- Державне підприємство «Національний центр впровадження галузевих інноваційних програм»,
- 13 регіональних центрів інноваційного розвитку та п'ять їх відділень.